# Dornbirn

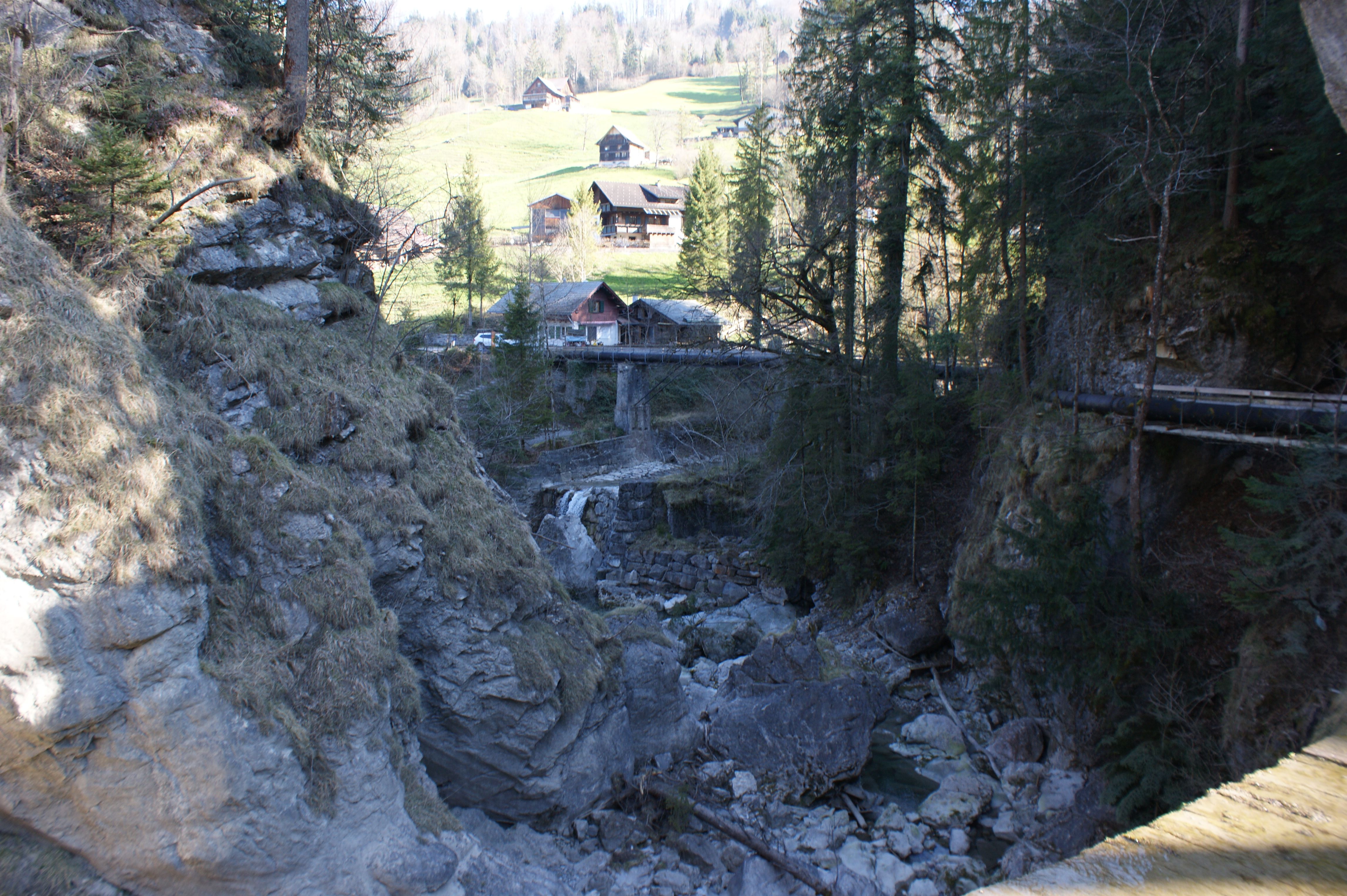
Garganta del Rappenloch

Dornbirn es una ciudad del distrito de Dornbirn en el estado federado de Vorarlberg, en Austria, siendo la más poblada de ese Land. Está situada a 47°25′N 9°44′E / 47.417, 9.733, al sur de Bregenz, cerca de las fronteras con Suiza, Alemania y Liechtenstein. El río Dornbirnerach atraviesa la ciudad antes de desembocar en el lago de Constanza.
Dornbirn es la mayor ciudad de Vorarlberg, siendo un importante centro comercial. Alberga el centro regional de la ORF (Radio Televisión Austriaca), la escuela de ciencias aplicadas (Fachhochschule) de Vorarlberg y otras instituciones. La ciudad fue un centro importante de la industria textil hasta su declive en la década de 1980.
Además de la ciudad homónima, el distrito de Dornbirn (uno de los cuatro en que se divide Vorarlberg), incluye a la ciudad de Hohenems y al pueblo de Lustenau.

## Cultura

### Teatro y música
En la ciudad de Dornbirn se pueden encontrar varios escenarios culturales. La Casa Cultural Dornbirn, que ofrece espacio para diversos espectáculos teatrales y de cabaret, el escenario Spielboden, que es un espacio para los artistas de Vorarlberg, así como el Conrad Sohm son conocidos más allá de las fronteras regionales.
Dornbirn Klassik organiza conciertos de música clásica durante todo el año.

### Museos
En 2003 se inauguró el inatura Erlebnis Naturschau Dornbirn, un museo interactivo de historia y ciencias naturales.
Los museos Kunstraum Dornbirn, Krippenmuseum Dornbirn y el Museo Rolls-Royce también son conocidos espacios culturales de la ciudad.
En julio de 2009 se inauguró un museo para el escultor Wolfgang Flatz, nacido en Dornbirn y residente en Múnich. El museo, que consta de sólo dos salas, está dedicado íntegramente a la obra del artista, conocido por sus acciones de provocación.

### Arquitectura
El joven paisaje urbano de Dornbirn se caracteriza por el estilo arquitectónico de los siglos XIX y XX. En la segunda mitad del siglo XX, la escena arquitectónica local atrajo la atención internacional bajo el término Neue Vorarlberger Bauschule, es decir, Nueva Escuela de Construcción de Vorarlberg.
Los edificios más antiguos de Dornbirn también son interesantes desde el punto de vista arquitectónico. Estos están situados directamente en la plaza del mercado, con el monumento de Dornbirn, la Casa Roja y la Iglesia de San Martín. Otros edificios de interés histórico o arquitectónico son las iglesias parroquiales de la región.

## Naturaleza
La región de Dornbirn cuenta con un bello paisaje natural.
La garganta de Rappenloch, el pueblo de montaña Ebnit y las montañas circundantes del municipio son considerados destinos turísticos. Los senderos de trekking bien habilitados ofrecen a los visitantes un panorama de bellezas naturales únicas. 
El monte Karren de 976 metros de altura es la montaña local de Dornbirn, situada al sureste de la ciudad. Un teleférico que supera un desnivel de unos 520 metros lleva hasta ella. En la cima arbolada hay un restaurante panorámico y la Karren-Kante, una plataforma panorámica que sobresale 12 metros sobre el borde de la roca. Desde la estación de montaña se puede subir a la cima del monte Staufen o descender por un sendero natural forestal hasta el lago Staufensee.
En el municipio de la ciudad hay muchas otras montañas a las que se puede acceder fácilmente gracias al sistema de senderos de Vorarlberg. Los más famosos son el ya mencionado Staufen, el Mörzelspitze y la montaña más destacable del municipio, el Hohe Freschen. La montaña más alta es Sünser Spitze.

## Educación
La Facultad de Ciencias Aplicadas de Vorarlberg es una institución pública del sector postsecundario a nivel universitario. Sus empleados crean y transmiten conocimientos y competencias en el estudio, la investigación y la formación continua. En los campos de la economía, la tecnología, el diseño, así como en ciencias sociales y de salud, los programas de licenciatura y máster se ofrecen como formas de estudio a tiempo completo y a tiempo parcial y como un modelo dual.

## Deporte
La Gymnaestrada está considerada el mayor evento no competitivo de gimnasia en el mundo. Está organizada por la FIG, siendo un evento oficial de la misma. En la Gymnaestrada, equipos de gimnastas de diferentes países se reúnen y desarrollan presentaciones de diferentes disciplinas de gimnasia. Su objetivo es la promoción de la gimnasia a través de una jornada de exhibición de montajes gimnásticos. El festival tiene lugar cada cuatro años en una ciudad distinta. 
La 13.ª edición de la World Gymnaestrada 2007 tuvo lugar del 8 al 14 de julio de 2007 en Dornbirn, Vorarlberg.  Más de 22.000 atletas activos y sus acompañantes de 53 países participaron en este evento deportivo mundial. La 16.ª edición de la World Gymnaestrada 2019 se llevó a cabo del 7 al 13 de julio de 2019 por segunda vez en Dornbirn. Bajo el lema " Come together. Show your colours!" se esperaban hasta 20.000 atletas de más de 60 países.